# Phats and Small
Phats and Small, stylisé Phats & Small, est un groupe britannique de musique électronique, originaire de Brighton, en Sussex de l'Est, en Angleterre.

## Histoire
Phats and Small apparaît sur la scène en 1998 avec Turn Around, un titre qui comprend des samples de Reach Up de Toney Lee et de The Glow of Love de Change. La chanson débute à la troisième place du UK Singles Chart, avant de se hisser à la deuxième place, les ventes de ce tube leur rapportant au total 5 000 livres sterling grâce à leur contrat d'enregistrement. Le chanteur Ben Ofoedu apparaît dans la vidéo de la chanson, mimant le chant. Les versions ultérieures de la chanson comprenaient sa voix, mais Turn Around comprend la voix de Lee. Cependant, Ofoedu est connu pour interpréter le titre en direct. En 1999, ils sortent leur premier album, Now Phats What I Small Music, en référence à leur nom et à la série de compilations Now That's What I Call Music ! Ofoedu chante sur deux titres, Feel Good et Tonite, qui sortent également en tant que singles. En 1999, Phats and Small se fait également connaître en remixant le titre September de Earth, Wind and Fire et Ain't That a Lot of Love de Simply Red.
Ofoedu quitte le groupe pour poursuivre une carrière solo en tant que chanteur, auteur-compositeur et producteur, et son choriste Tony Thompson est promu chanteur principal. Il chante sur la plupart des titres du deuxième album de Phats and Small, This Time Around, sorti en 2001, qui contient un single éponyme, ainsi que Change et Respect the Cock (qui était censé contenir la phrase prononcée par Tom Cruise dans le film Magnolia). Le deuxième album est coproduit par Jimmy Gomez.
Small fait également partie de l'équipe de production The Freemasons, avec James Wiltshire (Jimmy Gómez) qui est ancien coproducteur de Phats and Small.

## Discographie

### Albums studio
| Now Phats What I Small Music                      | - Sortie : 11 November 1999 - Label : Multiply Records - Formats : LP, cassette audio, CD | 102 | 75 | 19 | 84 | 52 |
| This Time Around                                  | - Sortie : 18 juin 2001 - Label : Multiply - Formats: CS, CD                              | —   | —  | —  | —  | —  |
| Soundtrack to Our Lives                           | - Sortie : 2004 - Label : Modul - Formats : CD                                            | —   | —  | —  | —  | —  |
| « — » montre qu'aucun classement n'a été atteint. |                                                                                           |     |    |    |    |    |

### Singles
| Année                                             | Titre                    | Meilleure position | Meilleure position | Meilleure position | Meilleure position | Meilleure position | Meilleure position | Meilleure position | Meilleure position | Meilleure position | Meilleure position | Certification                         | Album                        |
| Année                                             | Titre                    | R-U                | UK Dance           | AUS                | BEL                | EUR                | FRA                | ALL                | IRL                | P-B                | SUI                | Certification                         | Album                        |
| ------------------------------------------------- | ------------------------ | ------------------ | ------------------ | ------------------ | ------------------ | ------------------ | ------------------ | ------------------ | ------------------ | ------------------ | ------------------ | ------------------------------------- | ---------------------------- |
| 1999                                              | Turn Around              | 2                  | 1                  | 59                 | 2                  | 12                 | 9                  | 18                 | 7                  | 10                 | 8                  | - R-U : Platine - BEL : Or - FRA : Or | Now Phats What I Small Music |
| 1999                                              | Feel Good                | 7                  | 4                  | —                  | 21                 | 28                 | 35                 | 64                 | 25                 | 46                 | 20                 |                                       | Now Phats What I Small Music |
| 1999                                              | Tonite                   | 11                 | 26                 | —                  | 44                 | 48                 | —                  | 36                 | —                  | 40                 | 15                 |                                       | Now Phats What I Small Music |
| 2000                                              | Harvest for the World    | —                  | —                  | —                  | —                  | —                  | —                  | 90                 | —                  | —                  | 59                 |                                       | Now Phats What I Small Music |
| 2001                                              | This Time Around         | 15                 | 9                  | 84                 | —                  | 62                 | —                  | 92                 | 46                 | —                  | 61                 |                                       | This Time Around             |
| 2001                                              | Change                   | 45                 | 30                 | —                  | —                  | —                  | —                  | 96                 | —                  | —                  | 96                 |                                       | This Time Around             |
| 2001                                              | Respect the Cock         | —                  | —                  | —                  | —                  | —                  | —                  | —                  | —                  | —                  | —                  |                                       | This Time Around             |
| 2003                                              | You're Rude (Get Fucked) | —                  | —                  | —                  | —                  | —                  | —                  | —                  | —                  | —                  | —                  |                                       | Single inédit                |
| 2004                                              | Sun Comes Out            | —                  | —                  | —                  | 30                 | —                  | —                  | 57                 | —                  | 45                 | —                  |                                       | Soundtrack to Our Lives      |
| « — » montre qu'aucun classement n'a été atteint. |                          |                    |                    |                    |                    |                    |                    |                    |                    |                    |                    |                                       |                              |